# Antimoon(III)sulfaat
Antimoon(III)sulfaat is een antimoonzout van zwavelzuur, met als brutoformule Sb2(SO4)3. In zuivere toestand komt het voor als kleurloze en hygroscopische naaldvormige kristallen, die onoplosbaar zijn in water.

## Synthese
Antimoon(III)sulfaat kan bereid worden door de reactie van antimoon(III)oxide met warm geconcentreerd zwavelzuur:
{\displaystyle \mathrm {Sb_{2}O_{3}\ +\ 3\ H_{2}SO_{4}\longrightarrow \ Sb_{2}(SO_{4})_{3}\ +\ 3\ H_{2}O} }
Een alternatieve, maar vergelijkbare methode, is de reactie met antimoon(III)sulfide:
{\displaystyle \mathrm {Sb_{2}S_{3}\ +\ 3\ H_{2}SO_{4}\longrightarrow \ Sb_{2}(SO_{4})_{3}\ +\ 3\ H_{2}S} }
Het nadeel van deze reactieroute is de vorming van het giftige en sterk ruikende waterstofsulfide, dat bovendien gasvormig is.

## Eigenschappen en reacties
Antimoon(III)sulfaat is een sterke oxidator. Het is sterk wateraantrekkend, doch onoplosbaar in water. Het zout is wel oplosbaar in zuren.
Door antimoon(III)sulfaat op te lossen in een kokende verdunde oplossing van natriumcarbonaat, kan antimoon(III)oxide gevormd worden:
{\displaystyle \mathrm {Sb_{2}(SO_{4})_{3}\ +\ 3\ Na_{2}CO_{3}\ +\ 3\ H_{2}O\longrightarrow \ Sb_{2}O_{3}\ +\ 3\ Na_{2}SO_{4}\ +\ 3\ H_{2}O\ +\ 3\ CO_{2}} }

## Toepassingen
Antimoon(III)sulfaat wordt - omwille van zijn onoplosbaarheid in water - gebruikt om halfgeleiders te doteren. Verder wordt het toegepast om anoden te coaten en bij de productie van explosieven en vuurwerk.

## Toxicologie en veiligheid
Antimoon(III)sulfaat is irriterend voor de huid en de slijmvliezen. Verder is het mogelijk een carcinogene verbinding.